# Johny Turbo
Johny Turbo, de artiestennaam van Ivan Carlier (Kortrijk, 19 september 1955 – Aldaar, 6 januari 2000), was een volkszanger van zelfgeschreven liedjes in het Kortrijks waaronder Slekke, Beroepsslaapkamerdeur, Margrietje en Vis in de Leie. Zijn oeuvre is waarschijnlijk voornamelijk in West-Vlaanderen bekend en geliefd, maar buiten de provincie was hij ook bekend bij West-Vlaamse studenten.

## Biografie
Carlier stamde uit een muzikale familie en kreeg de liefde voor muziek van kindsbeen af mee. Naast zanger was hij ook een drummer, percussionist en opende hij ook zijn eigen café. Hij gaf ook drumles aan de academie.
Carlier begon zijn muzikale carrière als lid van begeleidingsbands van artiesten zoals Eddy Wally, Liliane Saint-Pierre, Zangeres Zonder Naam & Vader Abraham.
In 1988 bracht Carlier, onder zijn muzikantennaam: Johny Turbo, zijn eerste single De Slekke uit. Op deze single stonden Het Slakkenlied (Slekke in de volksmond) en Froggy. Deze single werd opgenomen in GRD Studios. Met dit nummer was meteen de toon gezet voor zijn kenmerkende muziekstijl: intelligente nonsens in zuiver Kortrijks;
In de jaren 1990 werd Johny Turbo ook buiten Zuid-West-Vlaanderen bekend toen Jan Hautekiet de beginzin van het Het Slakkenlied regelmatig tijdens het radioprogramma Hallo Hautekiet de ether instuurde: "Ja, gomme begunn of oe skjit da?" (Ja, gaan we beginnen of hoe zit het?).
Verschillende van zijn nummers getuigen van maatschappijkritiek, zoals die geuit werden door een gewone man uit de straat:
- Margrietje: handelt over vrouwenmishandeling;
- Vis in de Leie: over milieuvervuiling;
- Beroepsslaapkamerdeur: kritiek op de vakbonden;
- Bangkok: het heikele onderwerp van sekstoerisme.

In januari 2000 overleed Carlier aan de gevolgen van longkanker. Vijf dagen voordien trad hij nog op met jeugdharmonie "Burleske" in De Schelp te Wevelgem.
In maart 2020 vond Adelbert Algoed twee teksten die hij samen met Carlier schreef. Het eerste nummer, De Klepeleire van 't Stad, was een ode aan Peter Caessens, de voormalige Kortrijkse belleman. Het werd opgenomen door de Turbo Alive Band ter nagedachtenis van Caessens. Het tweede nummer heet Zwoai Met U Gat, en is gebaseerd op de melodie van het nummer YMCA van Village People. Ook dat nummer werd opgenomen en werd in 2021 voorgesteld tijdens de Leiefeesten.

## Erkenning
- Wim Opbrouck staat bekend als een fan van Johny Turbo en zijn oeuvre, en voert geregeld nummers van Johny Turbo op tijdens zijn solo-optredens en zijn concerten met De Dolfijntjes.
- In 2005 was Johny Turbo een van de kansmakers op de titel De Grootste Belg, maar haalde de uiteindelijke nominatielijst niet en strandde op nr. 219 van diegenen die net buiten de nominatielijst vielen.
- In 2008 ontstond de 'Turbo Alive Band' als eerbetoon aan de Zuid-West-Vlaamse volkszanger.
- In 2018 besliste het Kortrijkse stadsbestuur dat uit eerbetoon de vlakte voor museum Texture en de doorgang naar de Gasstraat in Overleie zouden worden omgedoopt tot het Johny Turboplein.[5]
- Nog in 2018 maakte Karlheinz Chambaere een documentaire over Johny Turbo: 'Turbomentary'. De preview in Kaffee Damast in  Kortrijk trok zo'n 200 mensen en was een succes te noemen.[6] Ook werd zijn album 'Veske Zjever' voor het eerst uitgebracht op vinyl in een beperkte oplage van 300 rode en 300 witte exemplaren.
- KV Kortrijk gebruikt Vis In De Leie als een van de vaste opwarmnummers tijdens hun thuismatchen

## Discografie

### Albums
- Veske Zjever (1995, full-cd met 16 nummers)
  - Slekke
  - Secitse
  - Sint-Niklaas
  - Eenzaam zonder jou
  - Oude zak
  - Beroepsslaapkamerdeur
  - Ik ben Johny
  - Bangkok
  - Knieën
  - Magrietje
  - Vis in de Leie
  - Wa de da dier
  - Annemie
  - "S" ak ze zie
  - Maandag...
  - Constipation Blues
- Triptiek (1997, drie nummers)
  - Kompel Verrompel
  - GSM
  - Pintje bier

### Singles
- Slakkenlied (Slekke) / Froggy
- Wie? 't Is Sinterklaas! / Oude zak
- Beroepsslaapkamerdeur / Knien (november 1988)
- Maandag... / Banana (mei 1989)
- Vis in de Leie / "S" ak ze zie (juni 1990)
- KVK u beste doen / KVK u beste doen (instrumentaal)